# Ilikedeka
Ilikedeka je menší a dlouhodobě nečinná (možná vyhaslá) sopka ve východní části indonéského ostrova Flores. Kdy došlo k poslední erupci, není známo. Na úpatí pod severními svahy leží pole fumarol Riang Kotang.